# Смешанная сборная Румынии по кёрлингу
Смешанная сборная Румынии по кёрлингу — смешанная национальная сборная команда (составленная из двух мужчин и двух женщин), представляет Румынию на международных соревнованиях по кёрлингу. Управляющей организацией выступает Федерация кёрлинга Румынии (рум. Federaţia Romǎnǎ de Curling, англ. Romanian Curling Federation).

## Результаты выступлений

### Чемпионаты мира
| Год       | М              | И              | В              | П              | Состав (скипы выделены) | Состав (скипы выделены)  | Состав (скипы выделены) | Состав (скипы выделены) | Состав (скипы выделены) |
| Год       | М              | И              | В              | П              | Четвёртый               | Третий                   | Второй                  | Первый                  | Тренер                  |
| --------- | -------------- | -------------- | -------------- | -------------- | ----------------------- | ------------------------ | ----------------------- | ----------------------- | ----------------------- |
| 2015      | 34             | 8              | 1              | 7              | Attila Gall             | Iulia Ioana Traila (в/с) | Paul Marin              | Oana Marin              | Soren Jensen            |
| 2016      | 32             | 6              | 0              | 6              | Allen Coliban           | Iulia Ioana Traila (в/с) | Razvan Bouleanu         | Octavia Maria Traila    |                         |
| 2017—2023 | не участвовали | не участвовали | не участвовали | не участвовали | не участвовали          | не участвовали           | не участвовали          | не участвовали          | не участвовали          |
| 2024      | 38             | 7              | 0              | 7              | Dan Ghergie             | Octavia Traila           | Matei Felecan           | Ania Bacali             |                         |

### Чемпионаты Европы
| Год       | Игры           | Победы         | Поражения      | Место          |
| --------- | -------------- | -------------- | -------------- | -------------- |
| 2005—2010 | не участвовали | не участвовали | не участвовали | не участвовали |
| 2011      | 8              | 1              | 7              | 24             |
| 2012      | не участвовали | не участвовали | не участвовали | не участвовали |
| 2013      | 8              | 0              | 8              | 25             |
| 2014      | 7              | 0              | 7              | 24             |

(данные отсюда:)